# Terminal Papicu
O Terminal Papicu é um terminal de integração de ônibus urbano, localizado na rua Pereira de Miranda, 80, no bairro Papicu, pertencente a Secretaria Executiva Regional II, município de Fortaleza, Ceará.
O terminal é o mais movimentado da cidade com movimentação de cerca de 278 mil passageiros por dia, distribuído em 56 linhas de ônibus.

## Histórico
No inicio, 1991, quando o Sistema Integrado de Transporte de Fortaleza (SITFOR) foi pensado, cogitou-se na possibilidade da criação de espaços públicos, onde determinado número de linhas de coletivos deveriam convergir e interagir, formando um ambiente de passagem e troca de condução por parte de quem fosse transportado por esses coletivos.

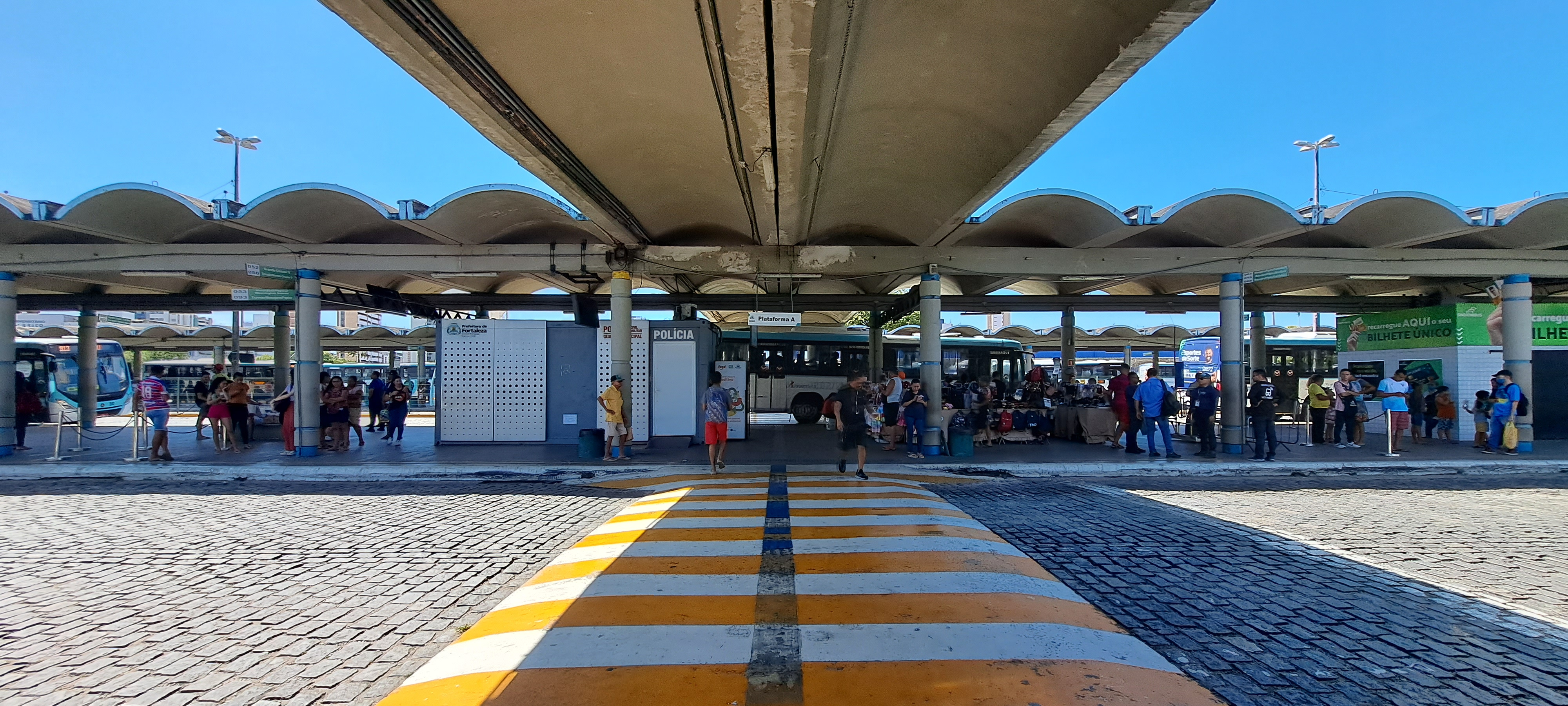
Faixas de pedestre ligam as três plataformas do terminal Papicu, que preserva sua estrutura original de 1993. A antiga estrutura tem dificuldade de absorver a crescente demanda do terminal mais movimentado da capital.

A ideia inicial era a formação de lugares onde ônibus deixavam os passageiros para que estes pudessem continuar suas viagens sem ter que pagar outra passagem pegando outro ônibus, constituindo uma rede de transportes facilitadora do deslocamento pela cidade. Estes espaços inicialmente planejados receberam a denominação de Terminais de Integração de Coletivos, e foram distribuídos em locais específicos da cidade para atender à demanda de toda a população de Fortaleza.
Construído como parte do projeto de implementação do SIT-FOR, o terminal do Papicu se tornou o terceiro terminal integrado de transporte entregue à população de Fortaleza na manhã de sábado do dia 23 de janeiro de 1993, inaugurado pelo então prefeito Antônio Cambraia.
Inicialmente o Terminal integrava apenas 17 linhas urbanas. Para facilitar o deslocamento da zona leste ao centro da cidade foi criada duas novas linhas: Av. Santos Dumont e Papicu - Centro (Expresso). O primeiro dia de funcionamento do terminal foi considerado tranquilo para os usuários. Eles apontavam o fato de existir um menor número de pessoas em circulação nos ônibus, como a principal razão para a organização, diferente de quando iniciou as operações dos terminais de Antônio Bezerra e Messejana em 1992. Funcionários da Secretaria de Transportes orientaram os passageiros até que se adaptassem à mudança.
Em 27 de dezembro de 2023, a Secretaria da Infraestrutura do Governo do Ceará (Seinfra) entregou a plataforma provisória para administração da Empresa de Transporte Urbano de Fortaleza S/A (Etufor). A plataforma construída pela Seinfra vai possibilitar que, no subterrâneo da área do atual terminal de ônibus, sejam realizados os serviços de fundação, sondagem e instalação da mureta-guia da futura estação Papicu da Linha Leste do Metrofor. A previsão é de que esses trabalhos sejam iniciados em 8 de janeiro de 2024, com a demolição da antiga plataforma B do terminal Papicu.
Com uma extensão de 180 metros, 20 a mais que a estrutura permanente, o terminal provisório conta com área coberta em estrutura metálica e telhas de alumínio; plataforma com piso de concreto; sala de apoio aos motoristas com banheiro acessível; banheiros com unidade acessível; piso podotátil; passarela provisória entre plataformas, com rampa elevada e coberta; sinalizações horizontal e vertical do terminal de ônibus provisório; sinalizações horizontal e vertical do novo acesso do terminal antigo pela Rua Pereira de Miranda; estacionamento com pavimento em blocos intertravados; canteiros com pavimentação em lastro de brita e pintura dos muros de fechamento do Terminal de Ônibus Provisório. No total, o investimento foi de R$3 milhões.

## Características
O terminal do Papicu é dividido por três plataformas, a primeira com 33 lojas, oferecendo aos usuários vários serviços, tais como: alimentação, salão de beleza, lotérica, postos de autoatendimento do Banco do Brasil e Caixa Econômica, dentre outros. E as outras duas que atendem ao embarque e desembarque dos 278 mil passageiros das 56 linhas que circulam no terminal.